# Championnats du monde de VTT 2019
Navigation
2018 2020
Les championnats du monde de VTT 2019 ont lieu du 28 août au 1er septembre 2019 à Mont Sainte-Anne, au Canada. C'est la quatrième fois que le Canada organise les Mondiaux, la troisième fois à Mont Sainte-Anne. Plus de 700 athlètes représentant 56 pays sont attendus.
Pour la première fois le VTT cross-country à assistance électrique (E-MTB Cross-country) fait son apparition au programme des mondiaux.

## Programme
| Cross-country - Mercredi 28 août - Relais par équipes mixte - Hommes VTT à assistance électrique - Femmes VTT à assistance électrique - Jeudi 29 août - Femmes juniors - Hommes juniors - Vendredi 30 août - Hommes moins de 23 ans - Samedi 31 août - Femmes moins de 23 ans - Femmes élites - Hommes élites | Descente - Vendredi 30 août - Hommes juniors (qualification) - Femmes juniors (qualification) - Femmes élites (qualification) - Hommes élites (qualification) - Dimanche 1er septembre - Hommes juniors (finale) - Femmes juniors (finale) - Femmes élites (finale) - Hommes élites (finale) |

## Médaillés

### Cross-country
| Épreuves                               | Or                                                                  | Or                 | Argent                                                                              | Argent       | Bronze                                                                                | Bronze       |
| -------------------------------------- | ------------------------------------------------------------------- | ------------------ | ----------------------------------------------------------------------------------- | ------------ | ------------------------------------------------------------------------------------- | ------------ |
| Hommes                                 |                                                                     |                    |                                                                                     |              |                                                                                       |              |
| Élites résultats détaillés             | Nino Schurter                                                       | en 1 h 27 min 05 s | Mathias Flückiger                                                                   | + 30 s       | Stéphane Tempier                                                                      | + 38 s       |
| Moins de 23 ans résultats détaillés    | Vlad Dascalu                                                        | en 1 h 19 min 50 s | Filippo Colombo                                                                     | + 1 min 57 s | Vital Albin                                                                           | + 2 min 06 s |
| Juniors résultats détaillés            | Charlie Aldridge                                                    | en 1 h 07 min 31 s | Luca Martin                                                                         | + 11 s       | Andreas Vittone                                                                       | + 20 s       |
| Femmes                                 |                                                                     |                    |                                                                                     |              |                                                                                       |              |
| Élites résultats détaillés             | Pauline Ferrand-Prévot                                              | en 1 h 28 min 51 s | Jolanda Neff                                                                        | + 43 s       | Rebecca McConnell                                                                     | + 1 min 17 s |
| Moins de 23 ans résultats détaillés    | Sina Frei                                                           | en 1 h 16 min 34 s | Laura Stigger                                                                       | + 31 s       | Loana Lecomte                                                                         | + 36 s       |
| Juniors résultats détaillés            | Jacqueline Schneebeli                                               | en 1 h 05 min 03 s | Mona Mitterwallner                                                                  | + 1 min 08 s | Helene Marie Fossesholm                                                               | + 3 min 11 s |
| Mixte                                  |                                                                     |                    |                                                                                     |              |                                                                                       |              |
| Relais par équipes résultats détaillés | Suisse Joel Roth Janis Baumann Sina Frei Jolanda Neff Nino Schurter | en 1 h 02 min 55 s | États-Unis Christopher Blevins Riley Amos Haley Batten Kate Courtney Keegan Swenson | + 16 s       | France Thibault Daniel Luca Martin Pauline Ferrand-Prévot Loana Lecomte Jordan Sarrou | + 28 s       |

### Cross-country à assistance électrique
| Épreuves | Or                  | Or                 | Argent            | Argent       | Bronze         | Bronze       |
| -------- | ------------------- | ------------------ | ----------------- | ------------ | -------------- | ------------ |
| Hommes   | Alan Hatherly       | en 1 h 4 min 53 s  | Jérôme Gilloux    | + 1 min 10 s | Julien Absalon | + 1 min 29 s |
| Femmes   | Nathalie Schneitter | en 1 h 11 min 38 s | Maghalie Rochette | + 5 s        | Anneke Beerten | + 3 min 31 s |

### Descente
| Épreuves                   | Or             | Or                | Argent          | Argent     | Bronze            | Bronze     |
| -------------------------- | -------------- | ----------------- | --------------- | ---------- | ----------------- | ---------- |
| Hommes                     |                |                   |                 |            |                   |            |
| Élites résultats détaillés | Loïc Bruni     | en 4 min 5 s 544  | Troy Brosnan    | + 0 s 581  | Amaury Pierron    | + 2 s 549  |
| Juniors                    | Kye A'Hern     | en 4 min 17 s 776 | Antoine Vidal   | + 1 s 144  | Tuhoto-Ariki Pene | + 1 s 294  |
| Femmes                     |                |                   |                 |            |                   |            |
| Élites résultats détaillés | Myriam Nicole  | en 4 min 53 s 226 | Tahnée Seagrave | + 1 s 204  | Marine Cabirou    | + 1 s 694  |
| Juniors                    | Valentina Holl | en 5 min 1 s 033  | Mille Johnset   | + 12 s 928 | Anna Newkirk      | + 21 s 230 |

## Tableau des médailles
- Pays organisateur (Canada)

| Rang  | Nation          | Or | Argent | Bronze | Total |
| ----- | --------------- | -- | ------ | ------ | ----- |
| 1     | Suisse          | 5  | 3      | 1      | 9     |
| 2     | France          | 3  | 3      | 6      | 12    |
| 3     | Autriche        | 1  | 2      | 0      | 3     |
| 4     | Australie       | 1  | 1      | 2      | 4     |
| 5     | Grande-Bretagne | 1  | 1      | 0      | 2     |
| 6     | Afrique du Sud  | 1  | 0      | 0      | 1     |
| 6     | Roumanie        | 1  | 0      | 0      | 1     |
| 8     | États-Unis      | 0  | 1      | 1      | 2     |
| 8     | Norvège         | 0  | 1      | 1      | 2     |
| 10    | Canada          | 0  | 1      | 0      | 1     |
| 11    | Italie          | 0  | 0      | 1      | 1     |
| 11    | Pays-Bas        | 0  | 0      | 1      | 1     |
| Total | Total           | 13 | 13     | 13     | 39    |